# Daleko od szosy (serial telewizyjny)
Daleko od szosy – polski obyczajowy serial telewizyjny z 1976 roku w reżyserii Zbigniewa Chmielewskiego.

## Lista odcinków
1. Szpaki (74 min)
2. Prawo jazdy (75 min)
3. Ania (75 min)
4. Oczekiwanie (74 min)
5. Pod prąd (72 min)
6. Egzamin (71 min)
7. We dwoje (85 min)

## Obsada
Postaci pierwszoplanowe:
- Krzysztof Stroiński – Leszek Górecki
- Sławomira Łozińska – Bronka
- Irena Szewczyk – Ania Popławska

Role drugoplanowe:
- Irena Hrehorowicz – matka Leszka
- Antoni Jurasz – ojciec Leszka
- Barbara Horawianka – Maria Popławska, matka Ani
- Jan Machulski – ojciec Ani
- Barbara Burska – Zośka Romańska, koleżanka Ani
- Anna Szczepaniak – Wieśka, koleżanka Ani

Pozostałe role:
| - Tomasz Wilczyński – Leszek Górecki (w dzieciństwie) - Halina Kossobudzka – profesor cytologii, wykładowczyni Ani - Wirgiliusz Gryń – kierownik Leszka w MPK - Halina Buyno-Łoza – „babcia” Kowalska, wynajmująca pokój Leszkowi - Piotr Grabowski – Józek, współlokator Leszka w hotelu robotniczym - Joachim Lamża – Mietek, współlokator Leszka w hotelu robotniczym - Jolanta Lothe – prostytutka Lola - Zdzisław Maklakiewicz – sprzedawca w domu handlowym - Józef Nalberczak – nauczyciel polskiego w Technikum dla Pracujących - Leonard Pietraszak – nauczyciel rysunku technicznego - Henryk Staszewski – nauczyciel matematyki - Jan Himilsbach – prowadzący handel obwoźny - Zofia Czerwińska – matka Jadzi, wynajmująca pokój Leszkowi - Tomasz Zaliwski – kierownik Leszka - Andrzej Precigs – kolega Ani - Witold Pyrkosz – nabywca motocykla Leszka - Helena Kowalczykowa – kobieta mająca wynająć pokój Ani i Leszkowi - Stanisław Marian Kamiński – portier w hotelu robotniczym - Andrzej Szenajch – nauczyciel udzielający korepetycji Leszkowi - Jacenty Jędrusik – kolega Leszka z wojska - Zofia Grąziewicz – nauczycielka - Andrzej Wichrowski – Włodek, brat Leszka - Stanisław Wojciech Malec – brat Leszka - Irena Kownas – Irena, żona sadownika Wieczorka - Gustaw Lutkiewicz – sadownik Wieczorek - Janusz Paluszkiewicz – majster Kozera - Małgorzata Rożniatowska – bratowa Leszka - Władysław Dewoyno – chłop kupujący wiadro - Ryszard Dreger – chłopak we wsi Bronki - Piotr Krasicki – chłopak we wsi Bronki - Ryszard Mróz – chłopak we wsi Bronki - Alfred Freudenheim – kierownik - Henryk Gołębiewski – kolega Leszka we wsi - Ferdynand Matysik – ojciec Bronki - Bogusław Semotiuk – Staszek, chłopak Bronki - Barbara Wałkówna – kobieta kupująca garnek - Wojciech Zagórski – strażak - Roman Kosierkiewicz – kierownik w przedsiębiorstwie, miejscu pracy Leszka - Irena Remiszewska – matka Bronki - Ryszard Ronczewski – kierowca koparki - Ryszard Wachowski – współlokator Leszka w hotelu robotniczym - Zygmunt Zintel – właściciel wypożyczalni sukien i garniturów - Piotr Dejmek – mężczyzna wychodzący z gabinetu dermatologa - Izabela Dziarska – sklepowa |  | - Zofia Kopacz – prostytutka - Hanna Mikuć – młoda matka w kolejce do pediatry - Jan Piechociński – mężczyzna w pociągu - Zdzisław Szymański – majster - Tadeusz Teodorczyk – urzędnik w urzędzie zatrudnienia - Krzysztof Kołbasiuk – Krzysztof, kolega Ani - Zbigniew Bielski – kolega Ani - Łucja Kowolik – dziewczyna poderwana przez Krzysztofa na zabawie - Włodzimierz Adamski – kierownik pływalni - Waldemar Kownacki – pracownik pływalni - Tadeusz Jastrzębowski – dyrektor Technikum Samochodowego - Krystyna Kołodziejczyk – sekretarka w Technikum Samochodowym - Edward Lach – urzędnik w biurze MPK - Kazimierz Mazur – Mirek Boczewski, kolega Leszka z wojska - Jolanta Zykun – młoda matka w parku - Marian Glinka – egzaminator w MPK - Andrzej Herder – pacjent w gabinecie dentystycznym matki Ani - Iwona Łękawa – Jadźka, koleżanka Bronki - Bogdan Łysakowski – sierżant, szef izby chorych - Maria Klejdysz – matka Mirka - Maria Kowalik – Jadzia - Tadeusz Madeja – ojciec Jadzi - Jerzy Braszka – Stefan, chłopak poznany przez Anię w Ciechocinku - Edmund Fetting – dyrektor w ministerstwie - Zbigniew Buczkowski – milicjant z patrolu - Andrzej Krasicki – recepcjonista w warszawskim hotelu - Antonina Girycz – lekarka badająca Przemka - Kazimierz Iwiński – właściciel mieszkania, które chcieli wynająć Leszek i Ania - Zygmunt Malawski – prezes spółdzielni mieszkaniowej - Bogumił Antczak – mężczyzna zamawiający „Mikołaja” w „Puchatku" - Ryszard Jabłoński – pracownik spółdzielni studenckiej „Puchatek" - Józef Zbiróg – kierownik warsztatów remontowych w MPK - Mirosław Cieślak – kierowca MPK (zmiennik Leszka) - Monika Dąbrowska - Andrzej Fogiel – dyrektor techniczny MPK w Łodzi - Jarosław Janio - Elżbieta Jasińska – lekarz w przychodni zdrowia - Alicja Knast – sekretarka w Kuratorium Oświaty i Wychowania w Łodzi - Barbara Marszałek – lekarz dermatolog-wenerolog - Barbara Nowakowska - Tadeusz Sabara – milicjant z Ksawerowa - Alicja Sobieraj – Malikowa, chłopka ze wsi, w której mieszkał Leszek - Wiesław Wieremiejczyk – Witek, kolega Leszka - Danuta Zaborowska – sekretarka dyrektora Departamentu w Ministerstwie Oświaty i Wychowania w Warszawie - Elżbieta Zawistowska – właścicielka mieszkania, u której Leszek chciał wynająć pokój |

## Fabuła
Autorem pomysłu fabuły serialu był Henryk Czarnecki, dla którego inspiracją do stworzenia historii stało się wypracowanie jednego z jego uczniów w szkole. Serial podejmuje temat migracji ze wsi do miasta i awansu społecznego. Akcja toczy się w latach 60. i na początku lat 70. XX wieku w Polsce.
Bohaterem jest około 20-letni Leszek Górecki (ur. w 1945), chłopak mieszkający na wsi. Jako nastolatek jest nieokiełznany dla rodziców, sprawia kłopoty w szkole i wychowawcze, wykazuje zainteresowania inne niż rówieśnicy (własnoręcznie składa sobie rower, ciekawią go pojazdy mechaniczne). Czasowo pomaga obwoźnemu handlarzowi. Po osiągnięciu pełnoletniości coraz bardziej chce rozpocząć samodzielne życie, wyjechać z rodzinnego domu i zdobyć niezależny zawód. Na wsi czuje się ograniczony i niespełniony. Nie wykazuje zainteresowania pracą na roli w gospodarstwie rodziców ani wikliniarstwem, dlatego zamierza wyrwać się z tego świata. Przenosi się na Górny Śląsk, gdzie początkowo podejmuje pracę niewykwalifikowanego robotnika przy budowie drogi w Czeladzi. Następnie kończy kurs zawodowego kierowcy. W rodzinnych stronach pozostawia swoją dotychczasową sympatię Bronkę – dziewczynę z pobliskiej, oddalonej o około 6 km wsi. Więź między nimi powoli rozluźnia się.
Podczas kolejnych odwiedzin w rodzinnym domu Leszek przypadkowo poznaje Anię z Łodzi, od niedawna studentkę biologii, spędzającą wakacje we wsi Leszka. Oboje stopniowo ulegają fascynacji sobą, mimo istniejących między nimi różnic mentalnych, bazujących na stosunku wieś–miasto. Z czasem Ania wyzwala w nim motywację do osobistego rozwoju oraz kontynuacji zaniedbanej nauki w szkole. Zmotywowany tym Leszek przeprowadza się do Łodzi, pracuje jako szofer, uzyskuje prawo jazdy na autobus i jednocześnie wznawia naukę w szkole wieczorowej dla pracujących (uczęszcza do technikum dla pracujących mieszczącego się w Technikum Samochodowym im. XX-lecia PRL w Łodzi – dzisiejszy Zespół Szkół Samochodowych w Łodzi przy ul. Kilara 3/5). Pokonuje przy tym pojawiające się przeszkody związane z wykonywaną pracą, kwestiami mieszkaniowymi i meldunkiem.
Równolegle ujawnia się stosunek rodzin Leszka i Ani do ich kiełkującego uczucia oraz związku. O ile rodzina Leszka oraz ojciec Ani reagują w naturalny sposób zaskoczeniem, niedowierzaniem, sceptycyzmem, ale ostatecznie tolerancją i przyzwoleniem, to wyraźnie przeciwna związkowi obojga jest matka Ani, która nie dopuszcza myśli, że jej córka może związać się na stałe z przedstawicielem warstwy niższej, tym samym popełniając mezalians. Osobną kwestią jest stanowisko znajomych Ani (studentów – przedstawicieli inteligencji), którzy generalnie nie mają nic przeciwko Leszkowi i wprawdzie dostrzegają różnicę między sobą a mieszkańcem wsi, lecz z drugiej strony chłopak Ani imponuje im swoją bystrością, humorem i determinacją w dążeniu do celu. Z czasem akceptują go.
Po odbyciu służby wojskowej przez Leszka oboje mogą już żyć razem. Wraz z jego postępami w nauce, ukończeniem przez Anię studiów i podjęciem pracy naukowej na uniwersytecie w zakładzie cytologii sielanka przeplata się ze zwątpieniem, trudnościami codziennymi, kłopotami finansowymi i mieszkaniowymi oraz niegasnącą dezaprobatą matki Ani wobec Leszka. Ostatecznie para zawiera ślub, którego owocem jest syn Przemek, zaś jego problemy zdrowotne stanowią dalszy wątek fabuły. Finałem serialu jest pomyślne ukończenie technikum dla pracujących przez Leszka, uzyskanie tytułu technika mechanika samochodowego oraz decyzja o kontynuowaniu nauki i podjęciu studiów na politechnice.
Realny przebieg czasu w serialu wynosi około 7–8 lat (pomijając retrospekcje z dzieciństwa Leszka).

## Pierwowzory, umiejscowienie i plenery
Pierwowzorami głównych bohaterów byli Anna i Leszek (Lechosław) Ucińscy. Leszek, urodzony koło Bełchatowa, w czasie swojej nauki w technikum napisał wypracowanie na temat „Moja droga do szkoły”, które jego polonista Henryk Czarnecki umieścił w swojej książce Profesor na drodze, którą przeczytał reżyser Zbigniew Chmielewski. Rzeczywisty pierwowzór Leszka Góreckiego dawno wyprowadził się z żoną z Łodzi i zamieszkał w Bielsku-Białej, pracował w tamtejszej fabryce samochodów. Obecnie jest na emeryturze. Był również konsultantem przy realizacji serialu. Kontakty z nim utrzymuje aktor Krzysztof Stroiński, który wcielił się w jego postać. Anna Ucińska (z domu Bełdycka), absolwentka biologii, zmarła w 2014 po długiej chorobie (stwardnienie rozsiane). Mają synów Przemysława i Marcina. Dziewczyna będąca pierwowzorem Bronki miała na imię Krystyna.
Wieś rodzinna filmowego Leszka została ujawniona z nazwy w fabule serialu w odcinku IV podtytuł „ Oczekiwanie”, gdzie Ania jedzie do Leszka, aby go „podbudować i ustawić”. Razem z Wieśką wysiada na przystanku, gdzie nazwa wsi wyraźnie jest pokazana, jest to Zdrzychów. Nazwa tej wsi widnieje już w odcinku I, podtytuł „ Szpaki”, ale tylko częściowo, całej nazwy nie widać na przystanku autobusowym, z którego Leszek ma odjechać opuszczając rodzinny dom. Macierzyste okolice rodziny Leszka i jego przebywania w młodości to z pewnością region łódzki. Siostra Leszka zamieszkuje w miejscowości Pajęczno. Losy Leszka Góreckiego, poza wsią rodzinną, rozgrywają się także na Śląsku, a następnie, po poznaniu Ani, w Łodzi.
Jako plenery przy produkcji serialu posłużyły:
- Łódź: ul. Narutowicza, al. Rubinsteina, dworzec Łódź Kaliska – stary budynek, plac Wolności, ul. Piotrkowska, plac Niepodległości, plac Dąbrowskiego;
- Chorzów: m.in. obecny Rynek, dworzec PKP, lunapark, WPKiW, ogród zoologiczny;
- Pabianice, Zdrzychów, Dalików, Brzezie, Nowosolna, Kałów, Szydłów, Ciechocinek, Czeladź, Chociszew (stacja PKP);
- Warszawa: Pałac Kultury i Nauki (w odcinku 6. widoczny podczas wizyty Leszka w stolicy);
- Ruda Śląska: Dworzec kolejowy w Chebziu (w odc. 2. widoczny podczas wyjazdu ze Śląska Bronki od Leszka).

## Produkcja
Według wypowiedzi Henryka Czarneckiego tytuł serialu został wymyślony przez jego twórców w trakcie realizacji. Zgodnie z jego słowami ostateczna treść serialu różniła się od treści scenopisu, wiele scen zostało przerobionych, także na samym planie oraz wskutek sugestii aktorów.
Wcielający się w postać Leszka aktor Krzysztof Stroiński został wybrany do tej roli przez reżysera Zbigniewa Chmielewskiego już wcześniej i celem próby najpierw został zaangażowany przez niego do odegrania roli drugoplanowej w serialu Dyrektorzy z 1975. Odtwarzająca główną rolę kobiecą, Irena Szewczyk, przeszła przez zdjęcia próbne.
Zdjęcia do filmu trwały od stycznia do lipca 1976. Bywało, że w ich trakcie filmowano równocześnie różny czas akcji serialu (np. jednego dnia zdjęciowego Irena Szewczyk wcielała się w postać Ani jako maturzystki oraz jako matki). Aktorka ta w trakcie zdjęć wyszła za mąż, zaś jej realny ślub odbył się na tydzień przed sfilmowaniem na planie ślubu serialowej Ani z Leszkiem.
Serial był emitowany premierowo w TVP na przełomie 1976/1977.
Błędy produkcyjne
- W serialu istnieje sprzeczność co do tego, jakie formalnie urzędowe imię nosi główny bohater. Generalnie jest on tytułowany jako Leszek – zarówno w napisach poprzedzających odcinki serialu, jak i w zdecydowanej większości scen. Dotyczy to także wątków, w których jego imię podawane jest oficjalnie – w wojskowej komisji poborowej i podczas ceremonii ślubu cywilnego jest przedstawiony jako Leszek Górecki. Jednak w momencie legitymowania go przez milicjanta w Warszawie oraz podczas odbierania świadectwa ukończenia technikum samochodowego jest on tytułowany jako Lech Górecki.
- Niekonsekwencja twórców serialu dotyczy imienia brata Leszka. W początkowych odcinkach jest on wymieniany jako Włodek, zaś w ostatnim odcinku jest to Władek.
- W odcinku 1. Leszek jest pomocnikiem obwoźnego handlarza. W tym okresie może mieć około 15 lat, zatem należy przyjąć, iż jest to w przybliżeniu rok 1960, mając na uwadze urodzenie bohatera w 1945 r. Na złomowisku przy rozładunku stoi samochód ciężarowy Star 28, którego produkcję rozpoczęto dopiero w roku 1968.
- W odcinku 4. w budynku Uniwersytetu Łódzkiego jest widoczny plakat z napisem SZSP, który powstał w 1973 roku. Leszek wówczas miałby 28 lat.

## Odbiór
Serial został generalnie przychylnie przyjęty przez widzów. Jednak pojawiały się także krytyczne głosy, w których nieprzychylnie opiniowano grę aktorską, przesadną długość odcinków, utyskiwano, że fabuła nie spełniała wygórowanych oczekiwań po premierze wcześniejszego serialu Z. Chmielewskiego pt. Dyrektorzy, zaś scenariuszowi zarzucano np. przedstawienie niemoralnego charakteru związku Leszka i Ani oraz krytykowano język jako odbiegający od rzeczywistego (np. mowa na wsi).

## Nagrody
- Krzysztof Stroiński, Sławomira Łozińska i Irena Szewczyk – 1977, nagrody aktorskie na olsztyńskim Festiwalu Polskiej Twórczości Telewizyjnej za stworzenie popularnych postaci telewizyjnych
- Zbigniew Chmielewski, Henryk Czarnecki, Mikołaj Sprudin – 1977, nagrody Przewodniczącego Komitetu ds. Radia i Telewizji

## Publikacje
- Henryk Czarnecki: Daleko od szosy – powieść obyczajowa, napisana w 1979 na podstawie scenariusza serialu (wyd. 2 - 1985, wyd. 3 - 1992) ISBN 83-218-0446-2

## Multimedia
- W 2005 Telewizja Polska wydała cztery płyty (2 × 2) DVD z odcinkami serialu
- W 2006 Telewizja Polska wydała czteropłytowy box z odcinkami serialu
- W 2007 Telewizja Polska wydała trzy płyty ze wszystkimi odcinkami serialu (pierwsza płyta – 2 odcinki, druga płyta – 2 odcinki, trzecia płyta – 3 odcinki), które ukazało się jako dodatek do tygodnika Claudia

## Nawiązania
- W jednym z odcinków cyklu kabaretowego Od ucha do ucha Janusz Rewiński zwrócił się do Krzysztofa Stroińskiego: „Leszku ty! Ładnie cię Bronka wychowała”.
- Tytuł serialu stał się inspiracją dla nazwania w formie żartobliwej gry słów polskiego serialu komediowego Daleko od noszy.